# Висенте Ибора
Висенте Ибора де ла Фуенте (на испански: Vicente Iborra de la Fuente; роден на 16 януари 1988 г. в Монкада), е испански футболист, играе като дефанзивен полузащитник и се състезава за испанския Леванте.

## Клубна кариера

### Леванте
Роден в Монкада, Автономна област Валенсия, Ибора влиза в школата на Леванте. Дебютът си за първия тим прави през сезон 2007/08, след като финансовите проблеми на клуба карат опитните играчи да напуснат. Взима участие в мача от турнира за Купата на краля срещу Хетафе на 9 януари 2008 година. Четири дни по-късно играе за Леванте при домакинската загуба с 0-2 от Реал Мадрид. Мача е част от Примера дивисион.
Na 30 март 2008 година Ибора вкарва първия си гол за Леванте в последната минута на мача срещу Алмерия. Въпреки гола, Леванте губи срещата с 1-2.
През сезон 2009/10 изиграва 36 мача и вкарва един гол, помагайки на отбора си да се завърне в елита на Испания след две години отсъствие

### Севиля
На 16 август 2013 година Ибора преминава в отбора на Севиля. Завършва първия си сезон за клуба с 41 мача и четири гола, включително и 12 мача и един гол в турнира Лига Европа, който е спечелен от Севиля.
През следващия сезон Ибора е основна фигура и помага на отбора си да завърши пети в първенството и да спечели отново трофея в Лига Европа и през този сезон. Ибора заема по-атакуващи функции по наставления на треньора Унай Емери и завършва сезона с девет гола.
На 11 август 2015 година е титуляр и изиграва 80 минути в мача за Суперкупата на УЕФА, а Севиля губи с 4-5 след продължения, след като стига от 1-4 до 4-4 в редовното време.

## Успехи

### Клубни

#### Севиля
- Лига Европа (2): 2013/14, 2014/15